# Nữ hoàng nước mắt
Nữ hoàng nước mắt (tiếng Hàn: 눈물의 여왕; Tiếng Anh: Queen of Tears) là bộ phim truyền hình Hàn Quốc công chiếu năm 2024 do Jang Young-woo và Kim Hee-won đồng đạo diễn, phần kịch bản do Park Ji-eun chấp bút, với sự tham gia của Kim Soo-hyun và Kim Ji-won. Phim được phát sóng trên đài tvN vào khung giờ 21:20 (KST) thứ Bảy và Chủ Nhật. Đồng thời phim cũng được phát trực tuyến trên nền tảng TVING ở Hàn Quốc và Netflix ở một số khu vực.

## Nội dung
Nữ hoàng nước mắt xoay quanh câu chuyện hôn nhân giữa Hong Hae-in, tiểu thư tài phiệt đời thứ ba của Tập đoàn Queens và Baek Hyun-woo, giám đốc pháp lý của Tập đoàn Queens. Chuyện tình cảm của cả hai những ngày đầu đẹp như truyện cổ tích, khi "chàng Lọ Lem" đã chinh phục được trái tim của "nàng hoàng tử". Tuy vậy, sau 3 năm về chung một nhà, cuộc hôn nhân của họ đã gặp rạn nứt. Nhưng cuối cùng, sau nhiều biến cố cũng như những thăng trầm, họ đã tìm lại tình yêu, và trở về hạnh phúc bên nhau.

## Diễn viên

### Diễn viên chính
- Kim Soo-hyun vai Beak Hyun Woo: Chồng của Hong Hae In và giám đốc pháp lý của Tập đoàn Queens. Sinh ra ở vùng nông thôn Yongdu-ri, anh là một luật sư tốt nghiệp thủ khoa Đại học Quốc gia Seoul.[6]
  - Moon Seong-hyun vai Baek Hyun-woo thời thiếu niên.[7]
- Kim Ji-won vai Hong Hae In: Vợ của Baek Hyun Woo và giám đốc điều hành của trung tâm thương mại Tập đoàn Queens, cô là tiểu thư tài phiệt đời thứ ba của Tập đoàn Queens.[6]
  - Hwang Ji-ah [ko] vai Hong Hae-in thời thiếu niên.[7]
  - Min Seo-hyung vai Hong Hae-in lúc nhỏ.[8]
- Park Sung-hoon vai Yoon Eun Sung: một nhà phân tích Phố Wall và chuyên gia M&A. Anh là một nhà đầu tư nổi tiếng với tài dự đoán như thần.[6]
  - Lee Joo-won vai Yoon Eun-sung lúc nhỏ.[9]
- Kwak Dong-yeon vai Hong Soo Choel: Em trai của Ji-won và Giám đốc điều hành của Queens Mart.[6]
  - Kim Joon-eui vai Hong Soo Choel lúc nhỏ.[8]
- Lee Joo-bin vai Cheon Da-hye: Vợ của Soo-cheol.[6]
  - Choi Na-rin vai Cheon Da-hye lúc nhỏ.[8]

### Diễn viên phụ

#### Gia đình Hae In
- Kim Kap-soo vai Hong Man-dae: Ông nội của Hae-in và chủ tịch Tập đoàn Queens.[10]
- Lee Mi-sook vai Moh Seul-hee: Bạn gái sống chung của Man-dae.[10]
- Jung Jin-young trong vai Hong Beom-jun: Cha của Hae-in và phó chủ tịch Tập đoàn Queens.[10]
- Na Young-hee trong vai Kim Seon-hwa: Mẹ của Hae-in.[10]
- Kim Jung-nan vai Hong Beom-ja: Người dì của Hae-in.[10]
- Goo Shi-woo vai Hong Geon-u: Con trai của Soo-cheol và Da-hye.[11]
- Park Yoon-hee [ko] vai Hong Beom-seok: Chú của Hae-in và cựu Giám đốc điều hành của Queens Distribution.[12]
- Ko Dong-ha vai Hong Su-wan: Anh trai đã mất của Hae-in.[13]

#### Gia đình Hyun Woo
- Jeon Bae-soo trong vai Baek Du-gwan: Cha của Hyun-woo và là trưởng làng Yongdu-ri. Ông cố gắng biến ngôi làng nông thôn của mình thành một địa điểm du lịch.[10]
- Hwang Young-hee vai Jeon Bong-ae: Mẹ của Hyun-woo, người quản lý gia đình.[10]
- Kim Do-hyun [ko] vai Baek Hyun-tae: Anh trai của Hyun-woo, người điều hành một phòng tập đấm bốc.[10]
- Jang Yoon-ju vai Baek Mi-seon: Chị gái của Hyun-woo, chủ một tiệm làm đẹp.[10]
- Kim Dong-ha vai Baek Ho-yeol: Con trai của Hyun-tae.[14]

#### Yongdu-ri
- Kim Young-min vai Yong-song.[15]
- Park Jung-pyo vai Chun-sik: Chồng của Kang-mi, người tự nhận là cánh tay phải của Du-gwan.[15]
- Shim Woo-sung trong vai Park Seok-hoon: Chủ tịch Hiệp hội Thanh niên Yongdu-ri và là đối thủ của Du-gwan.[15]
- Park Sung-yeon vai Kang-mi: Vợ của Chun-sik và là khách hàng thường xuyên của tiệm Mi-seon.[15]
- Lee Soo-ji [ko] vai Bang-sil: Bạn thời thơ ấu của Hyun-woo ở nhà thờ và là khách hàng thường xuyên của tiệm Mi-seon.[15]
- Lee Ji-hye vai Hyun-jung: khách hàng thường xuyên tại tiệm Mi-seon.[15]
- Kim Do-jin vai học sinh đấm bốc.[9]

#### Khác
- Kim Joo-ryoung trong vai Grace Goh: thư ký riêng phụ trách công việc của gia đình Queens.[16]
- Yoon Bo-mi vai Na Chae-yeon: Thư ký của Hae-in.[17]
- Moon Tae-yu [ko] vai Kim Yang-ki: Bạn đại học của Hyun-woo và là một luật sư ly hôn.[18]
- Jeong Ji-hwan [ko] vai thư ký của Hyun-woo.[19]
- Kwak Jin-seok [ko] vai Pyeon Seong-uk.[20]

#### Vai đặc biệt
- Oh Jung-se trong vai Lee Min-woo, một bác sĩ tâm thần.[21]
- Im Chul-soo vai thám tử tư theo dõi Baek Hyun-woo
- Ko Kyu-pil vai thám tử tư theo dõi Baek Hyun-woo
- Heo Tae Hee
- Seo Ye-hwa vai Kim Ye-na: Giám đốc điều hành của Cửa hàng bách hóa Hoàng gia.[22]
- Sebastian Roché trong vai Liam Braun: một bác sĩ người Đức có mối quan hệ với Hyun-woo và Hae-in.[23]
- Dieter Hallervorden vai người bảo vệ Công viên Sanssouci[24]
- Song Jong-ki vai Vincenzo Cassano, một luật sư.[25]
- Hong Jin-kyung[26]
- Jo Se-ho[26]
- Nam Chang Hee[26]

## Sản xuất

### Phát triển
Biên kịch Park Ji-eun bắt đầu chuẩn bị dự án mới mang tựa đề Nữ hoàng nước mắt khoảng hai năm sau thành công rực rỡ của Hạ cánh nơi anh (2019–2020), với sự tham gia của Hyun Bin và Son Ye-jin. Lee Eung-bok, đạo diễn của loạt phim truyền hình Hàn Quốc đình đàm như Yêu tinh (2016–2017), Hậu duệ mặt trời (2016), Quý ngài Ánh dương (2018) và Sweet Home: Thế giới ma quái (2020–nay), được cho là đang đàm phán cho ghế đạo diễn của bộ phim tại thời điểm đó.
Studio Dragon xác nhận rằng việc sản xuất bộ phim sẽ diễn ra vào nửa đầu năm 2023, và dự kiến sẽ lên sóng vào nửa cuối năm. Bộ phim được đồng đạo diễn bởi Jang Young-woo và Kim Hee-won. Ngoài Studio Dragon, bộ phim cũng được đồng sản xuất bởi Culture Depot và Showrunners.
Buổi đọc kịch bản đầu tiên được diễn ra vào ngày 30 tháng 3 năm 2023, gần khu Sangam-dong, Quận Mapo, Seoul.
Bộ phim có ngân sách khoảng 40 tỷ won (34.97 triệu đô la mỹ).

### Casting
Vào tháng 4 năm 2022, Park Ji-eun đã đề xuất Lee Ji-eun (ca sĩ IU) vào vai nữ chính trong dự án mới của cô, nhưng lời đề nghị đã bị từ chối. Kim Soo-hyun nhận được lời mời vào vai nam chính vào ngày hôm sau.
Vào tháng 12 năm 2022, nhà sản xuất xác nhận rằng Kim Soo-hyun và Kim Ji-won sẽ đảm nhiệm vai chính trong bộ phim. Đây cũng là lần tái hợp thứ ba giữa Kim Soo-hyun và biên kịch Park Ji-eun sau Vì sao đưa anh tới (2013–2014) và Hậu trường giải trí (2015).
Park Sung-hoon, Kwak Dong-yeon, và Lee Joo-bin được xác nhận sẽ tham gia vào bộ phim lần lượt vào tháng 2 và 4 năm 2024.

### Quay phim
Quá trình quay phim diễn ra vào nửa đầu năm 2023.

## Nhạc phim
Soundtrack của bộ phim do giám đốc âm nhạc Nam Hye Seung dẫn dắt cùng với đội nghệ sĩ - BSS, 10cm, Heize, Crush, Hong Isac, Kim Na-young, Paul Kim, Choi Yu-ree, So Su-bin và Dori - đã được tiết lộ trên các bài đăng trên mạng xã hội Most Contents vào ngày 6 tháng 3 năm 2024.

### Album

#### Danh sách bài hát
| CD 1             | CD 1                                                | CD 1                        | CD 1                        | CD 1                      | CD 1       |
| STT              | Nhan đề                                             | Phổ lời                     | Phổ nhạc                    | Nghệ sĩ                   | Thời lượng |
| ---------------- | --------------------------------------------------- | --------------------------- | --------------------------- | ------------------------- | ---------- |
| 1.               | "In a Beautiful Way" (Opening Title ver.)           | Nam Hye-seung Kim Kyung-hee | Nam Hye-seung Kim Kyung-hee | Kim Kyung-hee             | 0:56       |
| 2.               | "The Reason of My Smiles" (자꾸만 웃게 돼)          | Nam Hye-seung Kim Kyung-hee | Nam Hye-seung Kim Kyung-hee | BSS                       | 3:33       |
| 3.               | "Tell Me It's Not a Dream" (고장난걸까)             | Nam Hye-seung Kim Kyung-hee | Nam Hye-seung Kim Kyung-hee | 10cm                      | 3:55       |
| 4.               | "Hold Me Back" (멈춰줘)                             | Nam Hye-seung Park Jin-ho   | Nam Hye-seung Park Jin-ho   | Heize                     | 3:52       |
| 5.               | "Love You With All My Heart" (미안해 미워해 사랑해) | Nam Hye-seung Kim Kyung-hee | Nam Hye-seung Kim Kyung-hee | Crush                     | 4:04       |
| 6.               | "Fallin'"                                           | Nam Hye-seung Park Jin-ho   | Nam Hye-seung Park Jin-ho   | Isaac Hong                | 4:16       |
| 7.               | "Can't Get Over You" (좋아해요)                     | Nam Hye-seung Park Jin-ho   | Nam Hye-seung Park Jin-ho   | Paul Kim                  | 4:05       |
| 8.               | "From Bottom of My Heart" (일기)                    | Nam Hye-seung Kim Kyung-hee | Nam Hye-seung Kim Kyung-hee | Kim Na-young              | 3:58       |
| 9.               | "Last Chance"                                       | Nam Hye-seung Park Jin-ho   | Nam Hye-seung Park Jin-ho   | So Soo-bin                | 4:08       |
| 10.              | "Promise"                                           | Nam Hye-seung Park Jin-ho   | Nam Hye-seung Park Jin-ho   | Choi Yu-ree               | 3:56       |
| 11.              | "Heart Flutter" (떨림)                              | Nam Hye-seung Park Jin-ho   | Nam Hye-seung Park Jin-ho   | Dori                      | 3:40       |
| 12.              | "More Than Enough" (더 바랄게 없죠)                 | Nam Hye-seung Park Jin-ho   | Nam Hye-seung Park Jin-ho   | Kim Tae-rae (Zerobaseone) | 4:13       |
| 13.              | "Way Home" (청혼)                                   | Nam Hye-seung Kim Kyung-hee | Nam Hye-seung Kim Kyung-hee | Kim Soo-hyun              | 3:39       |
| 14.              | "In a Beautiful Way" (Full ver.)                    | Nam Hye-seung Kim Kyung-hee | Nam Hye-seung Kim Kyung-hee | Kim Kyung-hee             | 3:17       |
| Tổng thời lượng: | Tổng thời lượng:                                    | Tổng thời lượng:            | Tổng thời lượng:            | Tổng thời lượng:          | 51:32      |

| CD 2             | CD 2                                              | CD 2                          | CD 2       |
| STT              | Nhan đề                                           | Phổ nhạc                      | Thời lượng |
| ---------------- | ------------------------------------------------- | ----------------------------- | ---------- |
| 1.               | "Timing Game" (눈치게임)                          | Nam Hye-seung Park Sang-hee   | 1:34       |
| 2.               | "Love, Love, Love"                                | Nam Hye-seung Cheon Jung-hoon | 1:24       |
| 3.               | "It Is What It Is" (인생은 그런것)                | Nam Hye-seung Cho Mi-ra       | 1:04       |
| 4.               | "Reconciliation" (화해)                           | Lee So-young                  | 2:22       |
| 5.               | "If I Really Love You" (진짜 사랑한다면)          | Nam Hye-seung Park Sang-hee   | 1:46       |
| 6.               | "Looking for HaeIn" (해인을 찾아서)               | Nam Hye-seung Park Sang-hee   | 1:18       |
| 7.               | "Hated You Back Then" (그땐 널 미워했어)          | Kim Yong-eun Jeong Su-wan     | 2:44       |
| 8.               | "Indelible Love" (사랑은 숨길 수 없는 것)         | Nam Hye-seung Go Eun-jeong    | 1:58       |
| 9.               | "Hong's Family"                                   | Nam Hye-seung Cheon Jung-hoon | 2:04       |
| 10.              | "Mulberry Romance" (오디 로맨스)                  | Lee So-young                  | 0:46       |
| 11.              | "Under the Name of Family" (가족이라는 이름)      | Nam Hye-seung Park Sang-hee   | 1:24       |
| 12.              | "Still, I" (아직도 나는)                          | Cho Han-na                    | 1:32       |
| 13.              | "Spy Team"                                        | Nam Hye-seung Cheon Jung-hoon | 2:10       |
| 14.              | "On a Warm Day" (어느 따뜻했던 날에)              | Nam Hye-seung Park Sang-hee   | 1:37       |
| 15.              | "The Most Precious Thing" (나에게 가장 소중한 것) | Nam Hye-seung Park Sang-hee   | 2:45       |
| 16.              | "BumJa in Love" (범자는 사랑을 먹고)              | Nam Hye-seung Park Sang-hee   | 1:03       |
| 17.              | "Talking About"                                   | Nam Hye-seung Cho Mi-ra       | 0:56       |
| 18.              | "The Only Reason" (유일한 이유)                   | Kim Yong-eun                  | 2:27       |
| 19.              | "Mo SeulHee" (모슬희)                             | Nam Hye-seung Cheon Jung-hoon | 1:28       |
| 20.              | "Sorry and Thank You" (고맙고 미안해)             | Lee So-young                  | 3:50       |
| 21.              | "Grace" (그레이스)                                | Park Sang-hee                 | 2:03       |
| 22.              | "Getting Worse" (갈수록 태산)                     | Nam Hye-seung Cho Mi-ra       | 0:50       |
| 23.              | "Our Way of Love" (우리가 사랑한 방식)            | Kim Yong-eun                  | 3:55       |
| 24.              | "The Shadow of Yoon EunSeong" (윤은성의 그림자)   | Nam Hye-seung Cheon Jung-hoon | 1:38       |
| 25.              | "A Sad Truth" (슬픈 진실)                         | Nam Hye-seung Park Sang-hee   | 1:57       |
| 26.              | "Guess I Got a Crush" (좋아하나봐)                | Nam Hye-seung Park Sang-hee   | 1:04       |
| 27.              | "Tiki-taka" (고은정)                              | Nam Hye-seung Go Eun-jeong    | 1:45       |
| 28.              | "The Only One" (힘든순간, 단 한사람)              | Lee So-young                  | 1:29       |
| 29.              | "Requiem"                                         | Cheon Jung-hoon               | 1:09       |
| 30.              | "An Endless Obsession" (끝없는 집착)              | Nam Hye-seung Park Sang-hee   | 3:30       |
| 31.              | "If We Can Be Together" (함께 할 수 있다면)       | Nam Hye-seung Park Sang-hee   | 3:20       |
| 32.              | "Their Own Waltz" (그들만의 왈츠)                 | Nam Hye-seung Cho Mi-ra       | 1:01       |
| 33.              | "HyunWoo's Manual" (백현우 설명서)                | Nam Hye-seung Park Sang-hee   | 1:54       |
| 34.              | "Involuntarily" (나도 모르게)                     | Nam Hye-seung Go Eun-jeong    | 0:30       |
| 35.              | "With All My Heart" (간절한 마음으로)             | Cho Han-na                    | 0:53       |
| 36.              | "The Things I Like" (내가 좋아하는 것들)          | Nam Hye-seung Cho Mi-ra       | 1:14       |
| 37.              | "Please Come Again" (또 오세요)                   | Nam Hye-seung Park Sang-hee   | 1:00       |
| 38.              | "Yongdu-ri Hair Salon" (용두리 미용실)            | Go Eun-jeong                  | 1:08       |
| 39.              | "Smoke"                                           | Cheon Jung-hoon               | 2:01       |
| 40.              | "The Sea" (그날의 바다)                           | Park Sang-hee                 | 1:16       |
| Tổng thời lượng: | Tổng thời lượng:                                  | Tổng thời lượng:              | 69:49      |

### Đĩa đơn
Các đĩa đơn trong album được phát hành từ ngày 9 tháng 3 đến ngày 27 tháng 4 năm 2024, và một đĩa đơn đặc biệt "Way Home" (tiếng Triều Tiên: 청혼; dịch nghĩa đen: "Marriage Proposal"), do Kim Soo-hyun hát, phát hành vào ngày 29 tháng 4 năm 2024.
Phần 1
| Phát hành vào 9 tháng 3, 2024 | Phát hành vào 9 tháng 3, 2024                     | Phát hành vào 9 tháng 3, 2024 | Phát hành vào 9 tháng 3, 2024 | Phát hành vào 9 tháng 3, 2024 | Phát hành vào 9 tháng 3, 2024 |
| STT                           | Nhan đề                                           | Phổ lời                       | Phổ nhạc                      | Nghệ sĩ                       | Thời lượng                    |
| ----------------------------- | ------------------------------------------------- | ----------------------------- | ----------------------------- | ----------------------------- | ----------------------------- |
| 1.                            | "The Reason of My Smiles" (자꾸만 웃게 돼)        | Nam Hye-seung Kim Kyung-hee   | Nam Hye-seung Kim Kyung-hee   | BSS                           | 3:33                          |
| 2.                            | "The Reason of My Smiles" (자꾸만 웃게 돼; Inst.) |                               | Nam Hye-seung Kim Kyung-hee   |                               | 3:33                          |
| Tổng thời lượng:              | Tổng thời lượng:                                  | Tổng thời lượng:              | Tổng thời lượng:              | Tổng thời lượng:              | 7:06                          |

Phần 2
| Phát hành vào 16 tháng 3, 2024 | Phát hành vào 16 tháng 3, 2024                 | Phát hành vào 16 tháng 3, 2024 | Phát hành vào 16 tháng 3, 2024 | Phát hành vào 16 tháng 3, 2024 | Phát hành vào 16 tháng 3, 2024 |
| STT                            | Nhan đề                                        | Phổ lời                        | Phổ nhạc                       | Nghệ sĩ                        | Thời lượng                     |
| ------------------------------ | ---------------------------------------------- | ------------------------------ | ------------------------------ | ------------------------------ | ------------------------------ |
| 1.                             | "Tell Me It's Not a Dream" (고장난걸까)        | Nam Hye-seung Kim Kyung-hee    | Nam Hye-seung Kim Kyung-hee    | 10cm                           | 3:55                           |
| 2.                             | "Tell Me It's Not a Dream" (Eng ver.)          | Nam Hye-seung Kim Kyung-hee    | Nam Hye-seung Kim Kyung-hee    | 10cm                           | 3:55                           |
| 3.                             | "Tell Me It's Not a Dream" (고장난걸까; Inst.) |                                | Nam Hye-seung Kim Kyung-hee    |                                | 3:55                           |
| Tổng thời lượng:               | Tổng thời lượng:                               | Tổng thời lượng:               | Tổng thời lượng:               | Tổng thời lượng:               | 11:45                          |

Phần 3
| Phát hành vào 17 tháng 3, 2024 | Phát hành vào 17 tháng 3, 2024 | Phát hành vào 17 tháng 3, 2024 | Phát hành vào 17 tháng 3, 2024 | Phát hành vào 17 tháng 3, 2024 | Phát hành vào 17 tháng 3, 2024 |
| STT                            | Nhan đề                        | Phổ lời                        | Phổ nhạc                       | Nghệ sĩ                        | Thời lượng                     |
| ------------------------------ | ------------------------------ | ------------------------------ | ------------------------------ | ------------------------------ | ------------------------------ |
| 1.                             | "Hold Me Back" (멈춰줘)        | Nam Hye-seung Park Jin-ho      | Nam Hye-seung Park Jin-ho      | Heize                          | 3:52                           |
| 2.                             | "Hold Me Back" (멈춰줘; Inst.) |                                | Nam Hye-seung Park Jin-ho      |                                | 3:52                           |
| Tổng thời lượng:               | Tổng thời lượng:               | Tổng thời lượng:               | Tổng thời lượng:               | Tổng thời lượng:               | 7:44                           |

Phần 4
| Phát hành vào 24 tháng 3, 2024 | Phát hành vào 24 tháng 3, 2024                             | Phát hành vào 24 tháng 3, 2024 | Phát hành vào 24 tháng 3, 2024 | Phát hành vào 24 tháng 3, 2024 | Phát hành vào 24 tháng 3, 2024 |
| STT                            | Nhan đề                                                    | Phổ lời                        | Phổ nhạc                       | Nghệ sĩ                        | Thời lượng                     |
| ------------------------------ | ---------------------------------------------------------- | ------------------------------ | ------------------------------ | ------------------------------ | ------------------------------ |
| 1.                             | "Love You With All My Heart" (미안해 미워해 사랑해)        | Nam Hye-seung Kim Kyung-hee    | Nam Hye-seung Kim Kyung-hee    | Crush                          | 4:04                           |
| 2.                             | "Love You With All My Heart" (미안해 미워해 사랑해; Inst.) |                                | Nam Hye-seung Kim Kyung-hee    |                                | 4:04                           |
| Tổng thời lượng:               | Tổng thời lượng:                                           | Tổng thời lượng:               | Tổng thời lượng:               | Tổng thời lượng:               | 8:08                           |

Phần 5
| Phát hành vào 30 tháng 3, 2024 | Phát hành vào 30 tháng 3, 2024 | Phát hành vào 30 tháng 3, 2024 | Phát hành vào 30 tháng 3, 2024 | Phát hành vào 30 tháng 3, 2024 | Phát hành vào 30 tháng 3, 2024 |
| STT                            | Nhan đề                        | Phổ lời                        | Phổ nhạc                       | Nghệ sĩ                        | Thời lượng                     |
| ------------------------------ | ------------------------------ | ------------------------------ | ------------------------------ | ------------------------------ | ------------------------------ |
| 1.                             | "Fallin'"                      | Nam Hye-seung Park Jin-ho      | Nam Hye-seung Park Jin-ho      | Isaac Hong                     | 4:16                           |
| 2.                             | "Fallin'" (Inst.)              |                                | Nam Hye-seung Park Jin-ho      |                                | 4:16                           |
| Tổng thời lượng:               | Tổng thời lượng:               | Tổng thời lượng:               | Tổng thời lượng:               | Tổng thời lượng:               | 8:32                           |

Phần 6
| Phát hành vào 6 tháng 4, 2024 | Phát hành vào 6 tháng 4, 2024          | Phát hành vào 6 tháng 4, 2024 | Phát hành vào 6 tháng 4, 2024 | Phát hành vào 6 tháng 4, 2024 | Phát hành vào 6 tháng 4, 2024 |
| STT                           | Nhan đề                                | Phổ lời                       | Phổ nhạc                      | Nghệ sĩ                       | Thời lượng                    |
| ----------------------------- | -------------------------------------- | ----------------------------- | ----------------------------- | ----------------------------- | ----------------------------- |
| 1.                            | "Can't Get Over You" (좋아해요)        | Nam Hye-seung Park Jin-ho     | Nam Hye-seung Park Jin-ho     | Paul Kim                      | 4:05                          |
| 2.                            | "Can't Get Over You" (좋아해요; Inst.) |                               | Nam Hye-seung Park Jin-ho     |                               | 4:05                          |
| Tổng thời lượng:              | Tổng thời lượng:                       | Tổng thời lượng:              | Tổng thời lượng:              | Tổng thời lượng:              | 8:10                          |

Phần 7
| Phát hành vào 7 tháng 4, 2024 | Phát hành vào 7 tháng 4, 2024           | Phát hành vào 7 tháng 4, 2024 | Phát hành vào 7 tháng 4, 2024 | Phát hành vào 7 tháng 4, 2024 | Phát hành vào 7 tháng 4, 2024 |
| STT                           | Nhan đề                                 | Phổ lời                       | Phổ nhạc                      | Nghệ sĩ                       | Thời lượng                    |
| ----------------------------- | --------------------------------------- | ----------------------------- | ----------------------------- | ----------------------------- | ----------------------------- |
| 1.                            | "From Bottom of My Heart" (일기)        | Nam Hye-seung Kim Kyung-hee   | Nam Hye-seung Kim Kyung-hee   | Kim Na-young                  | 3:58                          |
| 2.                            | "From Bottom of My Heart" (일기; Inst.) |                               | Nam Hye-seung Kim Kyung-hee   |                               | 3:58                          |
| Tổng thời lượng:              | Tổng thời lượng:                        | Tổng thời lượng:              | Tổng thời lượng:              | Tổng thời lượng:              | 7:56                          |

Phần 8
| Phát hành vào 13 tháng 4, 2024 | Phát hành vào 13 tháng 4, 2024 | Phát hành vào 13 tháng 4, 2024 | Phát hành vào 13 tháng 4, 2024 | Phát hành vào 13 tháng 4, 2024 | Phát hành vào 13 tháng 4, 2024 |
| STT                            | Nhan đề                        | Phổ lời                        | Phổ nhạc                       | Nghệ sĩ                        | Thời lượng                     |
| ------------------------------ | ------------------------------ | ------------------------------ | ------------------------------ | ------------------------------ | ------------------------------ |
| 1.                             | "Last Chance"                  | Nam Hye-seung Park Jin-ho      | Nam Hye-seung Park Jin-ho      | So Soo-bin                     | 4:08                           |
| 2.                             | "Last Chance" (Inst.)          |                                | Nam Hye-seung Park Jin-ho      |                                | 4:08                           |
| Tổng thời lượng:               | Tổng thời lượng:               | Tổng thời lượng:               | Tổng thời lượng:               | Tổng thời lượng:               | 8:16                           |

Phần 9
| Phát hành vào 14 tháng 4, 2024 | Phát hành vào 14 tháng 4, 2024 | Phát hành vào 14 tháng 4, 2024 | Phát hành vào 14 tháng 4, 2024 | Phát hành vào 14 tháng 4, 2024 | Phát hành vào 14 tháng 4, 2024 |
| STT                            | Nhan đề                        | Phổ lời                        | Phổ nhạc                       | Nghệ sĩ                        | Thời lượng                     |
| ------------------------------ | ------------------------------ | ------------------------------ | ------------------------------ | ------------------------------ | ------------------------------ |
| 1.                             | "Promise"                      | Nam Hye-seung Park Jin-ho      | Nam Hye-seung Park Jin-ho      | Choi Yu-ree                    | 3:56                           |
| 2.                             | "Promise" (Inst.)              |                                | Nam Hye-seung Park Jin-ho      |                                | 3:56                           |
| Tổng thời lượng:               | Tổng thời lượng:               | Tổng thời lượng:               | Tổng thời lượng:               | Tổng thời lượng:               | 7:52                           |

Phần 10
| Phát hành vào 21 tháng 4, 2024 | Phát hành vào 21 tháng 4, 2024 | Phát hành vào 21 tháng 4, 2024 | Phát hành vào 21 tháng 4, 2024 | Phát hành vào 21 tháng 4, 2024 | Phát hành vào 21 tháng 4, 2024 |
| STT                            | Nhan đề                        | Phổ lời                        | Phổ nhạc                       | Nghệ sĩ                        | Thời lượng                     |
| ------------------------------ | ------------------------------ | ------------------------------ | ------------------------------ | ------------------------------ | ------------------------------ |
| 1.                             | "Heart Flutter" (떨림)         | Nam Hye-seung Park Jin-ho      | Nam Hye-seung Park Jin-ho      | Dori                           | 3:40                           |
| 2.                             | "Heart Flutter" (떨림; Inst.)  |                                | Nam Hye-seung Park Jin-ho      |                                | 3:40                           |
| Tổng thời lượng:               | Tổng thời lượng:               | Tổng thời lượng:               | Tổng thời lượng:               | Tổng thời lượng:               | 7:20                           |

Phần 11
| Phát hành vào 27 tháng 4, 2024 | Phát hành vào 27 tháng 4, 2024             | Phát hành vào 27 tháng 4, 2024 | Phát hành vào 27 tháng 4, 2024 | Phát hành vào 27 tháng 4, 2024 | Phát hành vào 27 tháng 4, 2024 |
| STT                            | Nhan đề                                    | Phổ lời                        | Phổ nhạc                       | Nghệ sĩ                        | Thời lượng                     |
| ------------------------------ | ------------------------------------------ | ------------------------------ | ------------------------------ | ------------------------------ | ------------------------------ |
| 1.                             | "More Than Enough" (더 바랄게 없죠)        | Nam Hye-seung Park Jin-ho      | Nam Hye-seung Park Jin-ho      | Kim Tae-rae (Zerobaseone)      | 4:13                           |
| 2.                             | "More Than Enough" (더 바랄게 없죠; Inst.) |                                | Nam Hye-seung Park Jin-ho      |                                | 4:13                           |
| Tổng thời lượng:               | Tổng thời lượng:                           | Tổng thời lượng:               | Tổng thời lượng:               | Tổng thời lượng:               | 8:26                           |

Ca khúc đặc biệt
| Phát hành vào 29 tháng 4, 2024 | Phát hành vào 29 tháng 4, 2024 | Phát hành vào 29 tháng 4, 2024 | Phát hành vào 29 tháng 4, 2024 | Phát hành vào 29 tháng 4, 2024 | Phát hành vào 29 tháng 4, 2024 |
| STT                            | Nhan đề                        | Phổ lời                        | Phổ nhạc                       | Nghệ sĩ                        | Thời lượng                     |
| ------------------------------ | ------------------------------ | ------------------------------ | ------------------------------ | ------------------------------ | ------------------------------ |
| 1.                             | "Way Home" (청혼)              | Nam Hye-seung Kim Kyung-hee    | Nam Hye-seung Kim Kyung-hee    | Kim Soo-hyun                   | 3:39                           |
| 2.                             | "Way Home" (청혼; Inst.)       |                                | Nam Hye-seung Kim Kyung-hee    |                                | 3:39                           |
| Tổng thời lượng:               | Tổng thời lượng:               | Tổng thời lượng:               | Tổng thời lượng:               | Tổng thời lượng:               | 7:18                           |

## Phát hành
Ban đầu, Nữ hoàng nước mắt nằm trong kế hoạch loạt phim truyền hình phát sóng năm 2023 của đài tvN và dự kiến phát sóng vào tháng 12, nhưng đã được dời sang nửa đầu năm 2024 do việc thay đổi lịch phát sóng của các chương trình vào khung giờ thứ Bảy và Chủ Nhật. Theo một bài báo trên Metro Seoul, bộ phim đã được dời lịch phát sóng đến tháng 3 năm 2024, và đài tvN xác nhận bộ phim là một phần trong kế hoạch loạt phim truyền hình phát sóng năm 2024. Phim chính thức ấn định ngày phát sóng vào 9 tháng 3 năm 2024, đồng thời phim cũng được phát trực tuyến trên nền tảng TVING ở Hàn Quốc và Netflix ở một số khu vực.

## Tỷ suất người xem
| Mùa | Mùa | Số tập | Số tập | Số tập | Số tập | Số tập | Số tập | Số tập | Số tập | Số tập | Số tập | Số tập | Số tập | Số tập | Số tập | Số tập | Số tập | Trung bình |
| Mùa | Mùa | 1      | 2      | 3      | 4      | 5      | 6      | 7      | 8      | 9      | 10     | 11     | 12     | 13     | 14     | 15     | 16     | Trung bình |
| --- | --- | ------ | ------ | ------ | ------ | ------ | ------ | ------ | ------ | ------ | ------ | ------ | ------ | ------ | ------ | ------ | ------ | ---------- |
|     | 1   | 1.519  | 2.064  | 2.384  | 3.126  | 2.826  | 3.561  | 3.276  | 4.044  | 4.130  | 4.741  | 4.510  | 5.227  | 5.217  | 5.466  | 5.189  | 6.399  | 3.980      |

| Tập | Ngày phát sóng      | Tỷ suất người xem trung bình (Nielsen Korea) | Tỷ suất người xem trung bình (Nielsen Korea) |
| Tập | Ngày phát sóng      | Toàn quốc                                    | Seoul                                        |
| --- | ------------------- | -------------------------------------------- | -------------------------------------------- |
| 1 | 9 tháng 3 năm 2024  | 5.853% (1st)                                 | 6.495% (1st)                                 |
| 2 | 10 tháng 3 năm 2024 | 8.660% (1st)                                 | 9.822% (1st)                                 |
| 3 | 16 tháng 3 năm 2024 | 9.594% (1st)                                 | 11.125% (1st)                                |
| 4 | 17 tháng 3 năm 2024 | 12.985% (1st)                                | 13.857% (1st)                                |
| 5 | 23 tháng 3 năm 2024 | 10.964% (1st)                                | 12.197% (1st)                                |
| 6 | 24 tháng 3 năm 2024 | 14.068% (1st)                                | 15.225% (1st)                                |
| 7 | 30 tháng 3 năm 2024 | 12.833% (1st)                                | 14.048% (1st)                                |
| 8 | 31 tháng 3 năm 2024 | 16.143% (1st)                                | 17.886% (1st)                                |
| 9 | 6 tháng 4 năm 2024  | 15.570% (1st)                                | 17.236% (1st)                                |
| 10 | 7 tháng 4 năm 2024  | 18.952% (1st)                                | 20.926% (1st)                                |
| 11 | 13 tháng 4 năm 2024 | 16.767% (1st)                                | 18.509% (1st)                                |
| 12 | 14 tháng 4 năm 2024 | 20.732% (1st)                                | 23.242% (1st)                                |
| 13 | 20 tháng 4 năm 2024 | 20.179% (1st)                                | 22.257% (1st)                                |
| 14 | 21 tháng 4 năm 2024 | 21.625% (1st)                                | 23.925% (1st)                                |
| 15 | 27 tháng 4 năm 2024 | 21.056% (1st)                                | 23.920% (1st)                                |
| 16 | 28 tháng 4 năm 2024 | 24.850% (1st)                                | 28.381% (1st)                                |
| Trung bình | Trung bình          | 15.671%                                      | 17.441%                                      |
| Đặc biệt | 4 tháng 5 năm 2024  | 5.027% (1st)                                 | 5.586% (1st)                                 |
| Đặc biệt | 5 tháng 5 năm 2024  | 3.896% (1st)                                 | 4.070% (1st)                                 |
| - Trong bảng trên, số màu xanh đại diện cho xếp hạng thấp nhất và số màu đỏ đại diện cho xếp hạng cao nhất. - Bộ phim này được phát sóng trên kênh truyền hình cáp/truyền hình trả phí nên thường có lượng người xem tương đối thấp hơn so với kênh truyền hình miễn phí/truyền hình công cộng (KBS, SBS, MBC và EBS). |                     |                                              |                                              |

### Giải thưởng và đề cử
| Lễ trao giải         | Năm  | Hạng mục                      | Người được đề cử | Kết quả   | Ref.   |
| -------------------- | ---- | ----------------------------- | ---------------- | --------- | ------ |
| Baeksang Arts Awards | 2024 | Nam diễn viên xuất sắc nhất   | Kim Soo-hyun     | Đề cử     | [ 50 ] |
| Baeksang Arts Awards | 2024 | Diễn viên được yêu thích nhất | Kim Soo-hyun     | Đoạt giải | [ 51 ] |